# 西袋村
西袋村（にしふくろむら）は福島県岩瀬郡にかつて存在した村である。

## 地理
- 現在の須賀川市、旧須賀川市の南部に位置する。
- 村は阿武隈川の西岸に位置する。

## 歴史
西川村の西と袋田村の袋を組み合わせて西袋村となった。

### 村域の変遷
- 1889年（明治22年）4月1日 - 町村制施行により、西川村・大桑原村・袋田村・越久村と森宿村の一部が合併し岩瀬郡西袋村が発足。
- 1954年（昭和29年）3月31日 - 須賀川町・浜田村・稲田村、石川郡小塩江村と合併し須賀川市が発足。同日西袋村廃止。

変遷表
| 1868年 以前 | 1868年 以前 | 明治9年      | 明治22年 4月1日 | 昭和29年 3月31日 | 現在     |
| ----------- | ----------- | ------------ | --------------- | ---------------- | -------- |
|             | 牛袋村      | 西川村       | 西袋村          | 須賀川市         | 須賀川市 |
|             | 山寺村      | 西川村       | 西袋村          | 須賀川市         | 須賀川市 |
|             | 大桑原村    |              | 西袋村          | 須賀川市         | 須賀川市 |
|             | 袋田村      |              | 西袋村          | 須賀川市         | 須賀川市 |
|             | 越久村      |              | 西袋村          | 須賀川市         | 須賀川市 |
|             | 下宿村      | 森宿村の一部 | 西袋村          | 須賀川市         | 須賀川市 |

## 大字
- 西川（にしかわ）
- 大桑原（おおかんばら）
- 袋田（ふくろだ）
- 越久（おっきゅう）
- 森宿（もりじゅく）

## 人口・世帯

### 人口
総数 [単位： 人]
| 1889年（明治22年） | 2,282 |
| 1920年（大正 9年） | 3,084 |
| 1947年（昭和22年） | 4,871 |

### 世帯
総数 [単位： 世帯]
| 1920年（大正 9年） | 589 |
| 1947年（昭和25年） | 800 |

## 交通（廃止直前）

### 道路
- 一級国道
  - 国道4号